# マイケル・クーン
マイケル・クーン（Michael Kuhn、1949年 - ）は、イギリスの映画プロデューサー。

## 作品
- ある公爵夫人の生涯
- 宇宙人の解剖
- サヴァイヴ　殺戮の森
- 愛についてのキンゼイ・レポート
- ハッカビーズ
- 悪霊喰
- マルコヴィッチの穴
- レッドロック／裏切りの銃弾
- ジャック・ルビー
- ワイルド・アット・ハート
- 家族狂想曲
- もういちど殺して